# Hopea sublanceolata
Hopea sublanceolata är en tvåhjärtbladig växtart som beskrevs av Symington. Hopea sublanceolata ingår i släktet Hopea och familjen Dipterocarpaceae. Inga underarter finns listade i Catalogue of Life.